# Santa Catarina (nau)
Santa Catarina foi uma carraca (nau) portuguesa capturada pela Companhia da Índia holandesa em fevereiro de 1603 ao largo de Singapura. O saque deste navio mercante foi de tal maneira grande que a venda posterior arrecadou o dobro do capital da própria Companhia da Índia.

## História
Os holandeses que haviam descoberto as rotas em 1596 graças a Jan Huygen van Linschoten, tentavam apropriar-se de alguma da riqueza para eles, durante a união ibérica e Dinastia Filipina. Este período marcou o fim do monopólio português no oceano Índico.
Segundo Peter Borschberg, a falta de oportunidade de negócio, junto com a hostilidade com os Portugueses após a execução por afogamento de 17 marinheiros holandeses em Macau, levaram o Almirante Jakob Van Heemskerk a decidir atacar navios da Carreira da Índia.
Depois de uma espera ao largo da ilha de Tioman de 4 de Dezembro de 1602 a meados de Fevereiro de 1603, decidiram seguir a recomendação duns marinheiros malaios e seguir para o estreito de Singapura. Na alvorada de 25 de Fevereiro, os 2 navios holandeses, o Witte Leeuw e o Alkmaar, avistaram a nau ancorada na costa leste de Singapura. Depois de algumas horas de combate, os holandeses renderam a nau ingovernável e com já 70 mortos, o capitão Sebastião Serrão decidiu render-se, abdicando das mercadorias e do navio em troca das próprias vidas. A mercadoria era particularmente valiosa pois continha vários quilogramas de almíscar. Estava também repleto de mercadoria vinda da China e do Japão e navegava de Macau para Malaca. O navio foi oficialmente confiscado em Amesterdão a 4 de Setembro de 1604.

## ControvérsiaMare Clausum"versus"Mare Liberum
A tomada e saque do Santa Catarina pelos holandeses gerou protestos internacionais, e até mesmo nos Países Baixos. O feito quebrava a política de Mare Clausum dos portugueses no oceano Índico. Para defender-se, os representantes da Companhia da Índia holandesa procuraram o jovem e renomado jurista Hugo Grotius.
No ano seguinte, em 1604, Grotius formulou uma extensa defesa sobre os princípios de justiça natural. Num dos capítulos, denominado de Mare Liberum ("Sobre o Mar Livre"), Grotius defendia o princípio de que o mar era um território internacional e todas as nações livres de utilizá-lo para comércio. Ao advogar o "Mare Liberum", deu uma sustentação ideológica para que os holandeses quebrassem vários monopólios comerciais, utilizando a sua formidável potência naval para estabelecer depois o seu próprio monopólio.
As reacções não se fizeram esperar: A Inglaterra, em competição cerrada com os holandeses pelo domínio do comércio mundial, opôs-se a esta ideia e reclamou a soberania sobre as águas que rodeavam as ilhas Britânicas. Da controvérsia gerada pelo conflito entre estas duas visões, os estados marítimos acabariam por moderar as suas exigências de domínio marítimo, uma base sustentável foi encontrada em 1702, restringindo o domínio marítimo até à distância de um tiro de canhão a partir da costa. Este limite seria universalmente adoptado e estabelecido no limite das três milhas marítimas da costa.